# VF-41
Il Fighter Squadron 41 o VF-41 fu un'unità dell'aviazione della Marina degli Stati Uniti. Istituito originariamente come VF-75A il 1º giugno 1945, ribattezzato VF-75 il 1º agosto 1945, ridisegnato come VF-3B il 15 novembre 1946, ridisegnato come VF-41 il 1º settembre 1948, è stato sciolto nel giugno 1950. È stato il terzo squadrone della Marina degli Stati Uniti ad essere designato VF-41.

## Storia
Il VF-75 fu assegnato al Carrier Air Group 75 (CVBG-75) a bordo della USS Franklin D. Roosevelt per una crociera nell'Atlantico occidentale dal 19 aprile al 25 maggio 1946.